# Complément d'un sous-groupe
Pour les articles homonymes, voir Complément.
En mathématiques, et plus particulièrement en théorie des groupes, on dit qu'un complément d'un sous-groupe H dans un groupe G est un autre sous-groupe K de G tel que les deux conditions suivantes sont satisfaites :
{\displaystyle 1)\qquad HK=G} ;
{\displaystyle 2)\qquad H\cap K=1}
(où 1 désigne le sous-groupe de G réduit à l'élément neutre).

## Propriétés
Par exemple en passant aux inverses, on vérifie facilement que la condition 1) équivaut à KH = G ; d'autre part, il est clair que la condition 2) équivaut à K ∩ H = 1. Dès lors, dire que H est un complément de K revient à dire que K est un complément de H. Cela revient encore à dire que tout élément de G peut se mettre d'une et une seule façon sous la forme hk, avec h dans H et k dans K.
Si H et K sont compléments l'un de l'autre dans G, la formule du produit donne

## Exemples et contre-exemples
- Soient G un groupe fini, H et K deux sous-groupes de G dont les ordres |H| et |K| sont premiers entre eux et tels que |H|∙|K| = |G| ; alors H et K sont compléments l'un de l'autre dans G. En effet, H ∩ K est sous-groupe de H et de K, donc son ordre |H ∩ K| divise les ordres de H et de K ; puisque ces deux derniers ordres sont premiers entre eux, |H ∩ K| est donc égal à 1, donc la condition 2) de la définition est satisfaite. D'autre part, d'après la formule du produit, l'ensemble HK a pour cardinal{\displaystyle {\frac {\vert H\vert \cdot \vert K\vert }{\vert H\cap K\vert }}=\vert G\vert ,}donc la condition 1) de la définition est elle aussi satisfaite.
- Si un groupe G est produit semi-direct d'un sous-groupe H par un sous-groupe K, H et K sont des compléments l'un de l'autre dans G. C'est le cas en particulier si G est produit direct de H et de K.
- Si p désigne un nombre premier et n un nombre naturel, l'ensemble des sous-groupes du groupe cyclique Z/pnZ est totalement ordonné par inclusion. Il en résulte qu'aucun sous-groupe propre et non nul de Z/pnZ n'a de complément dans Z/pnZ.
- Plus généralement, si G est un groupe cyclique (nous prendrons ici cette expression au sens de groupe monogène fini), un sous-groupe H de G admet un complément dans G si et seulement si c'est un sous-groupe de Hall de G (c'est-à-dire si |H| et |G/H| sont premiers entre eux).

Puisqu'un groupe cyclique admet au plus un sous-groupe d'un ordre donné, le complément de H est unique dans ce cas.
- Un sous-groupe propre et non nul du groupe additif (ℚ, +) des nombres rationnels n'a pas de complément dans (ℚ, +). (En effet, deux sous-groupes non nuls de (ℚ, +) ont toujours un élément non nul en commun, car si a/b est un élément du premier et c/d un élément du second, avec a, b, c et d entiers rationnels non nuls, ac appartient aux deux sous-groupes.)